# Gams (San Galo)
Gams es una comuna suiza del cantón de San Galo, ubicada en el distrito de Werdenberg. Limita al norte y noreste con la comuna de Sennwald, al sureste con Buchs, al sur con Grabs, y al oeste con Wildhaus.